# Незвичайне літо (фільм, 1979)
Про однойменний фільм 1957 року див. Незвичайне літо (фільм, 1957)
«Незвичайне літо» (рос. «Необыкновенное лето») — радянський чотирисерійний телевізійний художній фільм, поставлений на кіностудії «Ленфільм» у 1977 році режисером Григорієм Нікуліним. Друга екранізація (перша 1957 року) однойменного роману Костянтина Федіна: другої частини  трилогії. Телевізійна прем'єра фільму в СРСР відбулася 29 жовтня 1979 року.

## Сюжет
1919 рік. Йде Громадянська війна. І персонажам, знайомі нам по першій частині трилогії «Перші радощі», необхідно зробити свій вибір в цей складний час. Хто увіллється до лав прихильників нової влади? Хто стане її противником? Як складуться їхні подальші долі?

## У ролях
- Юрій Демич — Кирило Ізвєков
- Микола Волков — Рагозін
- Світлана Орлова — Анна Парабукіна
- Олег Пальмов — Дибич
- Анатолій Азо — Пастухов
- Світлана Орлова — Ася, дружина Пастухова
- Євген Лебедєв — Мєшков
- Ірина Печерникова — Ліза Мєшкова
- Геннадій Єгоров — Віктор Шубников
- Станіслав Плотников — Зазнобишев
- Єлизавета Акулічева — Віра Никандрівна, мати Кирила Ізвєкова
- Петро Шелохонов — Дорогомілов
- Юрій Васильєв — Цвєтухін
- Володимир Трещалов — Парабукін
- Юрій Рашкин — Зубинський
- Михайло Храбров — Мерцалов
- Данута Столярська — Ольга Адамівна
- Олександр Станчик — Ваня Рагозін
- Михайло Шмельов — Павлик Парабукін
- Микита Мейтін — Альоша Пастухов
- Ігор Осокін — Вітя Шубніков
- Віктор Бурхарт — Водкін-Полотєнцев
- Валерій Коміссаров — отаман Шостак
- Олексій Преснєцов — Воронкин, батько Лізи
- Зоя Козловська — Ліза Воронкина
- Альберт Пєчніков — епізод
- Сергій Піжель — епізод
- Володимир Свєкольников — епізод
- Віталій Зікора — епізод
- Ольга Іванова-Зікора — організатор виставки малюнків
- Юрій Шепелев — епізод
- Анатолій Абрамов — сусід Мєшкова
- Леонід Жеребцов — епізод
- Григорій Нікулін — епізод
- Георгій Бовикін — епізод
- Любов Деримарко — епізод
- Олексій Єрін — епізод
- Олександр Захаров — член депутації до генерала Мамонтова
- Володимир Маслов — епізод
- Сергій Полежаєв — генерал Мамонтов

## Знімальна група
- Сценарій —  Марія Звєрєва
- Постановка —  Григорій Нікулін
- Головний оператор —  Микола Жилін
- Художник-постановник —  Михайло Іванов
- Композитор —  Олександр Мнацаканян
- Звукооператор —  Володимир Яковлєв